# Línea T (Tranvía de Medellín)
La Línea T  o Tranvía de Ayacucho, anteriormente conocida como Línea T-A del SITVA; es una línea de tranvía, con tecnología Translohr, utilizada como sistema de transporte masivo de mediana capacidad. Esta fue inaugurada el 15 de octubre de 2015 y la operación comercial comenzaría el 30 de noviembre, siendo finalmente iniciada su operación comercial el 31 de marzo de 2016. Posee una capacidad máxima de 5.400 pasajeros hora sentido, una flota de 12 tranvías, un tiempo de recorrido de 17 minutos y 30 segundos, con una frecuencia máxima de 5 minutos y 30 segundos entre tranvías y una velocidad promedio de 30 kilómetros por hora.
Cuenta con tres estaciones y seis paradas, cuatro con integración a otras líneas y todas a nivel. Sirve directamente a la comuna de La Candelaria con una estación y tres paradas y a la comuna de Buenos Aires con dos estaciones y tres paradas.

## Historia
El primer tranvía en Medellín se inauguró en enero de 1887 y era una serie de coches tirados por mulas. Su recorrido era desde la Plazuela de la Veracruz hasta el lugar que actualmente es el Jardín Botánico de la ciudad. Posteriormente, dicho sistema se amplió por la Avenida Bolívar y por Ayacucho, hasta llegar a la iglesia del barrio Buenos Aires.
En 1921 se inició la operación del Tranvía eléctrico y además, se extendió su cobertura hacia otros sitios de la ciudad y de la región, como el barrio La América y el vecino municipio de Rionegro. En 1922, el tranvía tenía al servicio de la ciudad 12 coches que movilizaban 9.150 personas al día; tres años más tarde, el sistema ya contaba con 22 km de rutas, a las que se fueron sumando las que se construyeron en los barrios Manrique, Robledo, Belén y Envigado en el sur del Valle de Aburrá, con lo cual el sistema alcanzó a tener 36 km y atender una población de 120 mil habitantes. Con la masificación de los buses a gasolina en las ciudades Colombianas, y el incremento de los vehículos particulares en Medellín, las operaciones del Tranvía empezaron a disminuir a partir de 1945 y ya para 1951, solo prestaba servicio la ruta de Aranjuez, que cerró ese mismo año.

## Recorrido
Su trazado en la ciudad de Medellín de occidente a oriente y viceversa en una longitud total de 4,2 km. La Línea T hace parte del Corredor Verde de Ayacucho, que comunica los barrios periféricos orientales con el centro de la ciudad. Esta comienza su recorrido en la estación San Antonio, con transferencia a  las líneas A y B del metro, hacia el oriente por la calle 46. 
A la altura de la carrera 49, dobla hacia el norte para tomar nuevamente hacia el oriente por la calle 49 o avenida Ayacucho y, tras atravesar la Avenida Oriental, se encuentra la estación San José; más al oriente están ubicadas otras tres paradas de la línea: Pabellón del agua EPM, Bicentenario y Buenos Aires. 
A la altura de la carrera 29 toma rumbo hacia el norte durante algunas cuadras, pero a la altura de la calle 52 dobla de nuevo hacia el oriente. En esta calle, que en ese punto sigue el cauce de la quebrada Santa Elena, se encuentran las estaciones Miraflores (con transferencia a la línea M), Loyola y Alejandro Echavarría. Por último, la línea termina su recorrido en la estación terminal Oriente  (con transferencia a la línea H), en el barrio Alejandro Echavarría.

## Estaciones
La línea T cuenta en su Línea inicial con un total de nueve estaciones. Tres de ellas de transferencia. A continuación, la lista de estaciones de centro a oriente. En negrita, estaciones de combinación con otras líneas del SITVA.
| · Línea T | - San Antonio - San José - Pabellón del agua EPM - Bicentenario - Buenos Aires - Miraflores - Loyola - Alejandro Echavarría - Oriente |

## Medios de pago
En la actualidad, existe solo un medio de pago para el uso del SITVA: la tarjeta inteligente Cívica. Anteriormente, también se podía acceder con boletos, que permitían la realización de uno o varios viajes, siendo introducidos en los torniquetes que separan el acceso público a la estación del sector de andenes. Dichos boletos podían ser adquiridos en las boleterías disponibles en todas las estaciones; sin embargo, en el 2007 la ETMVA comenzó el proceso de sustitución total de este sistema. El uso de la tarjeta permite la utilización de un sistema de tarifa integrada al usar el SITVA.

## Tarifas
Las tarifas del sistema se establecen anualmente mediante resolución oficial emitida por el Área Metropolitana del Valle de Aburrá, en su calidad de autoridad de transporte. Estas tarifas son de obligatorio cumplimiento para todos los modos integrados en el SITVA y pueden ser modificadas de acuerdo con criterios técnicos, financieros y de política pública.
La Tarjeta Cívica permite acceder a diferentes tipos de tarifas según el perfil del usuario y el modo de transporte. Los usuarios que registran su tarjeta pueden acceder a tarifas preferenciales, que incluyen subsidios para estudiantes, adultos mayores, personas con discapacidad (PMR) y beneficiarios del SISBEN. Estas tarifas diferenciales son posibles gracias al sistema de personalización, el cual asocia el perfil socioeconómico del usuario a la tarjeta.
Las siguientes tarifas comenzaron a regir a partir del 1 de enero de 2025:
| Esquema de integración                             | Esquema de integración                                                           | Perfil tarifario   | Perfil tarifario   | Perfil tarifario   | Perfil tarifario   | Perfil tarifario     |
| -------------------------------------------------- | -------------------------------------------------------------------------------- | ------------------ | ------------------ | ------------------ | ------------------ | -------------------- |
| Esquema de integración                             | Esquema de integración                                                           | Frecuente          | Adulto mayor       | Estudiantil        | PMR                | Al portador Eventual |
| 1                                                  | Metro / Ruta alimentadora / Tranvía / Metroplús / Metrocable                     | $3 430             | $3 060             | $1 420             | $2 480             | $3 900               |
| 2                                                  | Tranvía / Metroplús + Metro / Metrocable                                         | $3 430             | $3 060             | $1 420             | $2 480             | $3 900               |
| 3                                                  | Ruta alimentadora + Tranvía / Metroplús                                          | $3 430             | $3 060             | $1 420             | $2 480             | $3 900               |
| 4                                                  | Tranvía + Metrocable / Metro                                                     | $3 430             | $3 060             | $1 420             | $2 480             | $3 900               |
| 5                                                  | Ruta alimentadora + Metro / Metrocable                                           | $4 110             | $3 740             | $2 100             | $3 160             | $4 580               |
| 6                                                  | Ruta alimentadora + Tranvía / Metroplús + Metro / Metrocable                     | $4 110             | $3 740             | $2 100             | $3 160             | $4 580               |
| 7                                                  | Ruta alimentadora + Ruta alimentadora                                            | $4 110             | $3 740             | $2 100             | $3 160             | $4 580               |
| 8                                                  | Ruta alimentadora + Tranvía / Metroplús + Ruta alimentadora                      | $4 790             | $4 420             | $2 780             | $3 840             | $5 260               |
| 9                                                  | Ruta alimentadora + Metro / Metrocable + Ruta alimentadora                       | $5 470             | $5 100             | $3 460             | $4 520             | $5 940               |
| 10                                                 | Ruta alimentadora + Tranvía / Metroplús + Metro / Metrocable + Ruta alimentadora | $5 470             | $5 100             | $3 460             | $4 520             | $5 940               |
| Perfiles tarifarios Línea L – Cable Turístico Arví | Perfiles tarifarios Línea L – Cable Turístico Arví                               | Costo por trayecto | Costo por trayecto | Costo por trayecto | Costo por trayecto | Costo por trayecto   |
| 1                                                  | Tarifa para estratos 1, 2 y 3                                                    | $3 500             | $3 500             | $3 500             | $3 500             | $3 500               |
| 2                                                  | Tarifa para nacionales con tarjeta Cívica personalizada                          | $10 950            | $10 950            | $10 950            | $10 950            | $10 950              |
| 3                                                  | Tarifa para extranjeros o usuarios sin tarjeta personalizada                     | $24 500            | $24 500            | $24 500            | $24 500            | $24 500              |

Estas tarifas del Cable Arví comenzaron a regir desde el 11 de abril de 2025.